# Isabelle Monnin
Pour les articles homonymes, voir Monnin.
Isabelle Monnin (née en 1971) est une journaliste et romancière française.

## Biographie
Isabelle Monnin est originaire de Devecey en Bourgogne-Franche-Comté.
Elle a une sœur plus jeune, Aude, née en 1974, en couple avec Alex Beaupain ; celle-ci décède brutalement en 2000.
Diplômée de l’Institut d'études politiques de Paris en 1992 et du Centre de formation des journalistes, grand reporter au Nouvel Obs de 1996 à 2014, elle s’éloigne ensuite du journalisme pour se consacrer à l’écriture et travaille quelques années comme éditrice aux Éditions Jean-Claude Lattès.
En 2015 elle écrit le roman Les Gens dans l’enveloppe, inspiré par l'achat d'un lot de photos de famille sur internet et qui deviendra un livre-disque sur lequel Alex Beaupain écrit dix chansons, interprétées par Camélia Jordana, Clotilde Hesme, Françoise Fabian et lui-même. Le livre connaît un grand succès tant critique que public et un spectacle inspiré du projet est représenté trois fois à la Philharmonie de Paris en 2017. 
Son livre, Mistral perdu ou les évènements, paru en septembre 2017, est un récit autobiographique, notamment sur sa relation fusionnelle avec sa sœur, sur la perte de celle-ci et de son troisième enfant. Le titre fait référence à la chanson de Renaud, Mistral gagnant. Comme dans Les Années d'Annie Ernaux, [Où ?]se mêlent histoires intimes et générationnelles.

## Œuvres

### Romans
- Les Vies extraordinaires d'Eugène, Paris, Éditions JC Lattès, 2010, 231 p.  (ISBN 978-2-7096-3419-9)[7],[8], sélectionné pour le prix Goncourt du premier roman.
- Second tour ou Les Bons Sentiments, Paris, Éditions JC Lattès, 2012, 212 p.  (ISBN 978-2-7096-3691-9)[9]
- Daffodil Silver, Paris, Éditions JC Lattès, 2013, 408 p.  (ISBN 978-2-7096-4366-5)[10]
- Les Gens dans l’enveloppe, roman, enquête, chansons (Alex Beaupain), Paris, Éditions JC Lattès, 2015, 379 p.  (ISBN 978-2-7096-4983-4)[11], prix Georges-Brassens.
- Mistral perdu ou les événements, roman, Paris, Éditions JC Lattès, 2017, 320 p.  (ISBN 978-2-7096-6082-2)
- Odette Froyard en trois façons, roman, Éditions Gallimard nrf, 2023, 267 p.  (ISBN 978-2-07-289779-5)

### Essai
- Ils sont devenus Français. Dans le secret des Archives, avec Doan Bui, Paris, Éditions JC Lattès, 2010, 303 p.  (ISBN 978-2-7096-3552-3)

### Théâtre
- Chaque seconde est une poignée de terre, pièce écrite pour le festival Paris des femmes, 2017, mise en scène par Jean-Philippe Puymartin[12].
- Les Gens dans l'enveloppe, adaptation scénique du roman, interprétée en octobre 2017 à la Philharmonie de Paris par Alex Beaupain, Françoise Fabian, Clotilde Hesme et Clara Luciani.